# موتور مزار فتحی
موتور مزار فتحی یک منطقهٔ مسکونی در ایران است که در دهستان جازموریان واقع شده‌است. موتور مزار فتحی ۱۱۵ نفر جمعیت دارد.